# Orgulho, Paixão e Glória: Três Noites na Cidade do México
Orgulho, Paixão e Glória: Três Noites na Cidade do México ou em espanhol Orgullo, Pasión y Gloria: Tres Noches en la Ciudad de México, é um álbum ao vivo da banda Metallica. Esse DVD foi lançado apenas na América Latina. No Brasil foi certificado com Disco de Platina Duplo pelas mais de 60 mil cópias vendidas no país, segundo a ABPD.

## Faixas

### DVD & Blu-Ray
1. The Ecstasy Of Gold
2. Creeping Death
3. For Whom The Bell Tolls
4. Ride The Lightning
5. Disposable Heroes
6. One
7. Broken, Beat & Scarred
8. The Memory Remains
9. Sad But True
10. The Unforgiven
11. All Nightmare Long
12. The Day That Never Comes
13. Master Of Puppets
14. Fight Fire With Fire
15. Nothing Else Matters
16. Enter Sandman
17. The Wait
18. Hit The Lights
19. Seek & Destroy

### DVD & 2CDs
DVD
1. The Ecstasy Of Gold
2. Creeping Death
3. For Whom The Bell Tolls
4. Ride The Lightning
5. Disposable Heroes
6. One
7. Broken, Beat & Scarred
8. The Memory Remains
9. Sad But True
10. The Unforgiven
11. All Nightmare Long
12. The Day That Never Comes
13. Master Of Puppets
14. Fight Fire With Fire
15. Nothing Else Matters
16. Enter Sandman
17. The Wait
18. Hit The Lights
19. Seek & Destroy

CD1
1. The Ecstasy Of Gold
2. Creeping Death
3. For Whom The Bell Tolls
4. Ride The Lightning
5. Disposable Heroes
6. One
7. Broken, Beat & Scarred
8. The Memory Remains
9. Sad But True
10. The Unforgiven

CD2
1. All Nightmare Long
2. The Day That Never Comes
3. Master Of Puppets
4. Fight Fire With Fire
5. Nothing Else Matters
6. Enter Sandman
7. The Wait
8. Hit The Lights
9. Seek & Destroy

### 2DVDs 2CDs
DVD1
1. The Ecstasy Of Gold
2. Creeping Death
3. For Whom The Bell Tolls
4. Ride The Lightning
5. Disposable Heroes
6. One
7. Broken, Beat & Scarred
8. The Memory Remains
9. Sad But True
10. The Unforgiven
11. All Nightmare Long
12. The Day That Never Comes
13. Master Of Puppets
14. Fight Fire With Fire
15. Nothing Else Matters
16. Enter Sandman
17. The Wait
18. Hit The Lights
19. Seek & Destroy

DVD2
1. That Was Just Your Life
2. The End Of The Line
3. Holier Than Thou
4. Cyanide
5. Blackened
6. Helpless
7. Trapped Under Ice
8. Turn The Page
9. The Prince
10. No Remorse
11. Fuel
12. Wherever I May Roam
13. Harvester Of Sorrow
14. Fade To Black
15. ...And Justice For All
16. Dyers Eve

CD1
1. The Ecstasy Of Gold
2. Creeping Death
3. For Whom The Bell Tolls
4. Ride The Lightning
5. Disposable Heroes
6. One
7. Broken, Beat & Scarred
8. The Memory Remains
9. Sad But True
10. The Unforgiven

CD2
1. All Nightmare Long
2. The Day That Never Comes
3. Master Of Puppets
4. Fight Fire With Fire
5. Nothing Else Matters
6. Enter Sandman
7. The Wait
8. Hit The Lights
9. Seek & Destroy

## Desempenho do álbum
| País      | Associação | Melhor posição | Certificação | Vendas  |
| --------- | ---------- | -------------- | ------------ | ------- |
| Argentina | CAPIF      | 2              | Platina      | 15,000+ |
| Brasil    | ABPD       | 4              | 3× Platina   | 90,000+ |
| México    | AMPROFON   | 2              | Platina      | 60,000+ |